# 恰巴尼夫卡 (卡緬涅茨-波多利斯基區)
48°39′56″N 27°3′8″E / 48.66556°N 27.05222°E
恰巴尼夫卡（烏克蘭語：Чабанівка），是烏克蘭的村落，位於該國西部赫梅利尼茨基州，由卡緬涅茨-波多利斯基區負責管轄，面積1.67平方公里，2001年人口656，人口密度每平方公里392.81人。